# Coupe Manier
De Coupe Manier was een Franse voetbalcompetitie die voor het eerst gespeeld werd in 1897. Het was een initiatief van M. Manier, de voorzitter van Paris Star. Aan de competitie mochten enkel clubs deelnemen die niet meer dan drie buitenlanders opstelden. In deze tijd woonden er vele Britten in Parijs, die in vele clubs mee voetbalden. Als reactie op deze competitie werd de Coupe Sheriff Dewar gespeeld, waaraan clubs met meerdere Engelse spelers wel konden deelnemen. 

## Finales
| Jaar | Winnaar               | Finalist               | Score    |
| ---- | --------------------- | ---------------------- | -------- |
| 1897 | Club Français         | Le Havre AC            | 5-3 n.v. |
| 1898 | Club Français         | Paris Star             |          |
| 1899 | Club Français         | Racing Club de Roubaix |          |
| 1900 | Club Français         | Racing Club de Roubaix |          |
| 1901 | Club Français         | UA 1er Arrondissement  |          |
| 1902 | Nationale de St-Mandé | US Parisienne          |          |
| 1903 | Club Français         | Olympique Lillois      |          |
| 1904 | Gallia Club Paris     | FC Paris               |          |
| 1905 | FC Paris              | Gallia Club Paris      |          |
| 1906 | FC Paris              |                        |          |
| 1907 | CA Paris              |                        |          |
| 1908 | AS Française          |                        |          |
| 1909 | Red Star              | Club Français          |          |
| 1910 | CA XIXe               | Stade Français         |          |

## Erelijst
| # | Clubs                    | Aantal titels | Laatste titel | Aantal verloren finales | Laatste verloren finale |
| - | ------------------------ | ------------- | ------------- | ----------------------- | ----------------------- |
| 1 | Club Français            | 6             | 1903          | 1                       | 1909                    |
| 2 | FC Paris                 | 2             | 1906          | 1                       | 1904                    |
| 3 | AS Française             | 1             | 1908          | 0                       |                         |
| - | CA XIXème                | 1             | 1910          | 0                       |                         |
| - | CA Paris                 | 1             | 1907          | 0                       |                         |
| - | Gallia Club Paris        | 1             | 1904          | 0                       |                         |
| - | Nationale de Saint-Mandé | 1             | 1902          | 0                       |                         |
| - | Red Star                 | 1             | 1909          | 0                       |                         |